# Altitude ortométrica
Altitude ortométrica ou altura ortométrica (símbolo H) é a distância vertical medida ao longo da linha de prumo entre  um ponto de interesse e uma superfície de referência conhecida como geoide, superfície que fornece o datum vertical que, nas condições estabelecidas, serve de base para a medição e que em geral se aproxima do nível médio do mar. A altura ortométrica é uma das formalizações científicas da expressão altitude acima do nível do mar utilizada na linguagem comum, juntamente com outros tipos de altitude usadas em geodesia.

## Descrição
Os geoides que fornecem o datum vertical que serve de referência às medições são em geral definidos globalmente, ou para grandes regiões do planeta (como, por exemplo, o datum NAVD88 da América do Norte ou o datum EVRF2019 do European Vertical Reference System (EVRS) da Europa), e estão ligados a uma elevação definida num ponto e não ao nível médio exato do mar em qualquer local. As alturas ortométricas são normalmente utilizadas para trabalhos de engenharia, embora a altitude dinâmica possa ser escolhida para fins hidrológicos em grande escala. As alturas dos pontos medidos, que servem como referências locais, são indicadas em folhas de dados fornecidos pelas autoridades nacionais de geodesia, dados que foram recolhidos ao longo de muitas décadas através de nivelamentos precisos ao longo de milhares de quilómetros.
As alternativas à altura ortométrica incluem a altitude dinâmica e a altitude normal, e vários países podem optar por utilizar essas definições em vez da ortométrica. Podem também adotar definições ligeiramente diferentes, mas semelhantes para a sua superfície de referência.
Uma vez que a gravidade não é constante em grandes áreas, a altura ortométrica de uma superfície plana (equipotencial) diferente da superfície de referência não é constante, e as alturas ortométricas precisam de ser corrigidas para esse efeito. Por exemplo, a gravidade é 0,1% mais forte no norte dos Estados Unidos do que no sul, pelo que uma superfície plana que tenha uma altura ortométrica de 1000 metros num local terá uma altura de 1001 metros noutros locais. De facto, a altura dinâmica é a medida de altura mais adequada quando se trabalha com o nível da água numa grande área geográfica, daí a sua utilização em trabalhos de hidrologia a grande escala.
As alturas ortométricas podem ser obtidas a partir de diferenças de altura por nivelamento diferencial, corrigindo as variações da gravidade. As aplicações práticas devem utilizar um modelo em vez de medições para calcular a variação do potencial gravitacional em função da profundidade da Terra, uma vez que o geoide se encontra abaixo da maior parte da superfície terrestre (por exemplo, as alturas ortométricas de Helmert (as Helmert orthometric heights) usadas pelo NAVD88).
As medições de altitude feitas utilizando sistemas de GPS fornecem elevações tomando como referência um sistema de coordenadas geocêntricas (coordenadas centradas no centro da Terra), geralmente apresentadas como altura elipsoidal h acima do elipsoide de referência. As medições assim obtidas podem ser relacionada com a altura ortométrica H acima do geoide pela subtração da altura do geoide N:
{\displaystyle H=h-N}
A determinação do geoide requer dados gravimétricos exactos para essa localização; nos EStados Unidos, o NGS empreendeu o programa GRAV-D de dez anos para obter esses dados com o objetivo de lançar um novo modelo de geoide como parte do Datum of 2022. Trabalhos semelhantes foram desenvolvidos na Europa no context do EVRF2019 do European Vertical Reference System.